# Köstendorf
Köstendorf är en ort och kommun i Österrike. Den ligger i distriktet Salzburg-Umgebung i förbundslandet Salzburg,  240 kilometer väster om huvudstaden Wien. 
Kommunen består av tio orter (Ortschaften) (inom parentes invånarantal 1 januari 2024):

- Enharting (67)
- Gramling (22)
- Helming (267)
- Hilgertsheim (104)
- Kleinköstendorf (362)
- Köstendorf (1 166)
- Spanswag (376)
- Tannham (57)
- Tödtleinsdorf (148)
- Weng (157)